# Aldo Bufi Landi
Pour les articles homonymes, voir Landi.
Aldo Bufi Landi, né à Naples le 7 avril 1923 et mort dans cette même ville le 2 février 2016, est un acteur italien.

## Biographie
En 1930, Aldo Bufi Landi devient orphelin de son père, le journaliste Amedeo Bufi. Il quitte Naples avec sa mère peu avant la Seconde Guerre mondiale pour y revenir après le 8 septembre 1943.
Il joue au Teatro Kursaal de Naples dans Cupido scherza e spazza à la Compagnia Teatro Umoristico: i De Filippo des frères Eduardo et Peppino De Filippo. Après la séparation ds deux frères, il continue avec Eduardo et joue de 1945 à 1950 dans les comédies Napoli milionaria!, Filumena Marturano (it), Questi fantasmi! (it) et Le voci di dentro (it).
En 1951, il accepte une offre d'emploi de Peppino De Filippo et travaille avec ce second frère jusqu'en 1953. Sa réputation est alors bien établie et son talent apprécié, ce qui lui permet de jouer aux côtés de tous les acteurs majeurs de la scène napolitaine, notamment dans des pièces de Raffaele Viviani et d'Eduardo Scarpetta (Le Médecin des fous, 1996), de Giovanni Verga, Luigi Pirandello, Federico García Lorca, Eugene O'Neill (Le deuil sied à Électre, 1988), William Shakespeare (La Mégère apprivoisée, 1989), Carlo Goldoni (La Veuve rusée, 1991).
Aldo Bufi Landi fait ses débuts au cinéma en 1947 dans Malaspina (en), sous la direction d'Armando Fizzarotti. Après avoir été l'acteur principal dans plusieurs films populaires, principalement dans des productions du sud du pays, il accepte ensuite de travailler dans de grandes productions nationales, même s'il n'y a que des petits rôles. Il a joué dans 96 films depuis 1947.
Sur la RAI, la chaîne télévisée nationale, il interprète également de nombreux rôles dramatiques.
Aldo Bufi Landi meurt à Naples le 2 février 2016. Il était marié avec l'actrice Clara Bindi.

## Filmographie partielle
- 1947 : Malaspina (it) d'Armando Fizzarotti
- 1949 : Le Baiser d'une morte (Il bacio di una morta) de Guido Brignone
- 1950 : Les Six Femmes de Barbe Bleue (Le sei mogli di Barbablù) de Carlo Ludovico Bragaglia
- 1952 : La Tanière des brigands (Il brigante di Tacca del Lupo) de Pietro Germi
- 1952 : Mademoiselle la Présidente (La presidentessa) de Pietro Germi : Ottavio Rosimond, le secrétaire du garde des sceaux
- 1953 : Pardonne-moi (Perdonami) de Mario Costa : Nicola Boetto
- 1954 : Le Carrousel fantastique (Carosello napoletano), d'Ettore Giannini
- 1955 : Tonnerre sous l'Atlantique (La grande speranza)
- 1959 : Profession Magliari (I magliari) de Francesco Rosi
- 1960 : Vent du sud (Vento del sud) d'Enzo Provenzale
- 1960 : L'Homme aux cent visages (Il Mattatore) de Dino Risi
- 1961 : Le Dernier des Vikings (L'ultimo dei Vikinghi) de Giacomo Gentilomo et Mario Bava
- 1961: Maciste contre le Cyclope (Maciste nella terra dei ciclopi) d'Antonio Leonviola
- 1962 : La Vengeance du colosse (Marte, dio della guerra) de Marcello Baldi
- 1962 : Le Commissaire (Il commissario), de Luigi Comencini
- 1962 : Le Jour le plus court (Il giorno più corto), de Sergio Corbucci
- 1962 : Quand la chair succombe (Senilità) de Mauro Bolognini
- 1963 : L'Invincible Cavalier noir (L'invincibile cavaliere mascherato) de Umberto Lenzi
- 1964 : Le Vainqueur du désert (Il dominatore del deserto) de Tanio Boccia : Salad
- 1964 : Amore mio de Raffaello Matarazzo
- 1965 : Erik, le Viking de Mario Caiano
- 1965 : L'Allumeuse (La donnaccia) de Silvio Siano
- 1965 : À l'italienne (Made in Italy), de Nanni Loy
- 1967 : Dernier Sursaut pour cinq indésirables (Ballata da un miliardo) de Gianni Puccini
- 1967 : Hold-up au centre nucléaire (L'assalto al centro nucleare) de Mario Caiano
- 1967 : Caccia ai violenti, de Nino Scolaro
- 1969 : Z comme Zorro (Zorro il dominatore) de José Luis Merino : colonel Mauricio de Córdoba
- 1969 : Trois Tombes pour Quintana (Quintana) de Vincenzo Musolino : Don Juan de Leyva
- 1972 : La Scoumoune de José Giovanni
- 1972 : Les Nouveaux Contes immoraux (Decameroticus) de Giuliano Biagetti (sous le pseudonyme de « Pier Giorgio Ferretti »)
- 1972 : Les Démons sexuels (Byleth: Il demone dell'incesto) de Leopoldo Savona : Giordano
- 1973 : Quatre Mouches de velours gris (Quatre mosche di velluto grigio), de Dario Argento
- 1973 : Il sergente Rompiglioni (it) de Giuliano Biagetti (sous le pseudonyme de Pier Giorgio Ferretti)
- 1977 : Le Parfait Tueur (Quel Pomeriggio Maledetto) de Mario Siciliano
- 1980 : Tunnel (Eroina) de Massimo Pirri
- 1988 : L'ultima scena
- 1997 : Giro di lune tra terra e mare : Don Salvatore Gioia
- 2004 : La volpe a tre zampe
- 2008 : Torno a vivere da solo
- 2013 : Il principe abusivo (The Unlikely Prince) : Anziano Barista (comme Aldo Bufilandi)
- 2013 : Puzzle (Third Person), de Paul Haggis : le vieillard au bar américain